# IQFoil féminin en voile aux Jeux olympiques d'été de 2024
Pour un article plus général, voir Voile aux Jeux olympiques d'été de 2024.
Cet article traite de l'épreuve féminine. Pour la compétition masculine, voir IQFoil masculin en voile aux Jeux olympiques d’été de 2024.
Navigation
Tokyo 2020 Los Angeles 2028
L'épreuve féminine d'IQFoil en voile aux Jeux olympiques d'été de 2024 a lieu du 28 juillet au 2 août à la Marina de Marseille, dans le sud de la France.

## Format de la compétition
Cette épreuve de planche à voile comprend une série de 12 régates. À chacune d’elles, des points sont attribués en fonction de la position : le vainqueur obtient un point, le deuxième marque deux points, et ainsi de suite.
Après les 12 premières régates, les points attribués dans la course où le concurrent a réalisé sa plus mauvaise performance sont retirés et les points restants sont additionnés.
Les 10 meilleurs scores disputent ensuite la régate finale s'appelant la course aux médailles pour laquelle les points sont doublés : deux points pour la première place, quatre points pour la deuxième place et ainsi de suite.
Le total des points obtenus à l’issue de la régate finale détermine le classement : l'athlète ayant le score le plus bas est déclaré vainqueur.
Pendant les courses, les concurrents effectuent un parcours en forme d’énorme triangle, se dirigeant vers la ligne d'arrivée après avoir affronté le vent dans les trois directions. Ils doivent passer les bouées de marquage un certain nombre de fois et dans un ordre prédéterminé.

## Médaillées
| Or                   | Argent              | Bronze            |
| Marta Maggetti (ITA) | Sharon Kantor (ISR) | Emma Wilson (GBR) |

## Programme
| Date                | Horaire | Manche               |
| ------------------- | ------- | -------------------- |
| Dimanche 28 juillet | 11 h 00 | Régates              |
| Lundi 29 juillet    | 11 h 00 | Régates              |
| Mardi 30 juillet    | 11 h 00 | Régates              |
| Mercredi 31 juillet | -       | Repos                |
| Jeudi 1er août      | 11 h 00 | Régates              |
| Vendredi 2 août     | 11 h 00 | Course aux médailles |

## Résultats détaillés
Le résultat barré est le plus mauvais de l’athlète concernée. Il n’est pas pris en compte dans le sous-total.
| Rang                                | Athlètes                                        | Régates | Régates | Régates | Régates | Régates | Régates | Régates | Régates | Régates | Régates | Régates | Régates | Sous-total | CM       | Total final |
| Rang                                | Athlètes                                        | 1       | 2       | 3       | 4       | 5       | 6       | 7       | 8       | 9       | 10      | 11      | 12      | Sous-total | CM       | Total final |
| ----------------------------------- | ----------------------------------------------- | ------- | ------- | ------- | ------- | ------- | ------- | ------- | ------- | ------- | ------- | ------- | ------- | ---------- | -------- | ----------- |
| Médaille d'or, Jeux olympiques      | ([[????? aux Jeux olympiques d'été de 2024\|]]) |         |         |         |         |         |         |         |         |         |         |         |         |            |          |             |
| Médaille d'argent, Jeux olympiques  | ([[????? aux Jeux olympiques d'été de 2024\|]]) |         |         |         |         |         |         |         |         |         |         |         |         |            |          |             |
| Médaille de bronze, Jeux olympiques | ([[????? aux Jeux olympiques d'été de 2024\|]]) |         |         |         |         |         |         |         |         |         |         |         |         |            |          |             |
| 4                                   | ([[????? aux Jeux olympiques d'été de 2024\|]]) |         |         |         |         |         |         |         |         |         |         |         |         |            |          |             |
| 5                                   | ([[????? aux Jeux olympiques d'été de 2024\|]]) |         |         |         |         |         |         |         |         |         |         |         |         |            |          |             |
| 6                                   | ([[????? aux Jeux olympiques d'été de 2024\|]]) |         |         |         |         |         |         |         |         |         |         |         |         |            |          |             |
| 7                                   | ([[????? aux Jeux olympiques d'été de 2024\|]]) |         |         |         |         |         |         |         |         |         |         |         |         |            |          |             |
| 8                                   | ([[????? aux Jeux olympiques d'été de 2024\|]]) |         |         |         |         |         |         |         |         |         |         |         |         |            |          |             |
| 9                                   | ([[????? aux Jeux olympiques d'été de 2024\|]]) |         |         |         |         |         |         |         |         |         |         |         |         |            |          |             |
| 10                                  | ([[????? aux Jeux olympiques d'été de 2024\|]]) |         |         |         |         |         |         |         |         |         |         |         |         |            |          |             |
| 11                                  | ([[????? aux Jeux olympiques d'été de 2024\|]]) |         |         |         |         |         |         |         |         |         |         |         |         |            | Éliminée | Éliminée    |
| 12                                  | ([[????? aux Jeux olympiques d'été de 2024\|]]) |         |         |         |         |         |         |         |         |         |         |         |         |            | Éliminée | Éliminée    |
| 13                                  | ([[????? aux Jeux olympiques d'été de 2024\|]]) |         |         |         |         |         |         |         |         |         |         |         |         |            | Éliminée | Éliminée    |
| 14                                  | ([[????? aux Jeux olympiques d'été de 2024\|]]) |         |         |         |         |         |         |         |         |         |         |         |         |            | Éliminée | Éliminée    |
| 15                                  | ([[????? aux Jeux olympiques d'été de 2024\|]]) |         |         |         |         |         |         |         |         |         |         |         |         |            | Éliminée | Éliminée    |
| 16                                  | ([[????? aux Jeux olympiques d'été de 2024\|]]) |         |         |         |         |         |         |         |         |         |         |         |         |            | Éliminée | Éliminée    |
| 17                                  | ([[????? aux Jeux olympiques d'été de 2024\|]]) |         |         |         |         |         |         |         |         |         |         |         |         |            | Éliminée | Éliminée    |
| 18                                  | ([[????? aux Jeux olympiques d'été de 2024\|]]) |         |         |         |         |         |         |         |         |         |         |         |         |            | Éliminée | Éliminée    |
| 19                                  | ([[????? aux Jeux olympiques d'été de 2024\|]]) |         |         |         |         |         |         |         |         |         |         |         |         |            | Éliminée | Éliminée    |
| 20                                  | ([[????? aux Jeux olympiques d'été de 2024\|]]) |         |         |         |         |         |         |         |         |         |         |         |         |            | Éliminée | Éliminée    |